# I'm Alan Partridge
I'm Alan Partridge är en engelsk TV-serie som handlar om den misslyckade Alan Partridge, en före-detta TV-stjärna på BBC som försöker desperat komma tillbaka in i underhållningsindustrin. Huvudrollen Alan Partridge spelas av skådespelaren Steve Coogan.
Serien har blivit hyllad av både kritiker och fans, och den vann två BAFTA:s (nominerad för tre) bland många andra priser. Ursprungligen sändes serien mellan 1997 och 2002 på den brittiska kanalen BBC Two.